# Copidosoma exortivum
Copidosoma exortivum är en stekelart som beskrevs av Sharkov 1988. Copidosoma exortivum ingår i släktet Copidosoma och familjen sköldlussteklar. Inga underarter finns listade i Catalogue of Life.